# Global Transmission Services 2

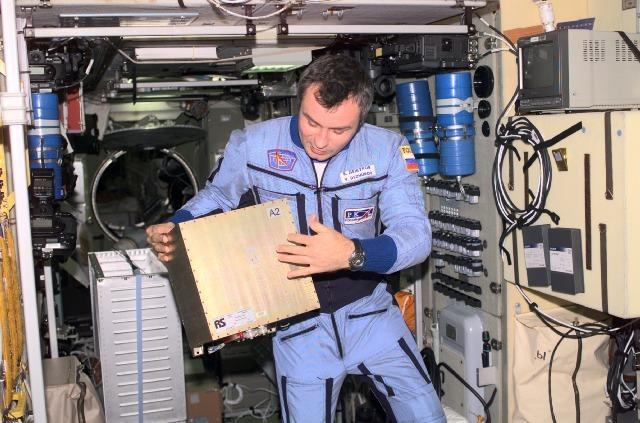
GTS-Modul an Bord der ISS mit Kosmonaut Wladimir Deschurow

Global Transmission Services 2 (GTS-2) ist ein Experiment auf der ISS zur Zeitsynchronisation.
Die Zeitsignale von GTS lassen sich alle 90 Minuten auf der Erde beim Überflug der Raumstation für 5 bis 10 Minuten empfangen. GTS sendet auf den Frequenzen 400,1 MHz (UHF) und 1,428 GHz (L-Band). Die Uhr des GTS ist quarzstabilisiert. Da sie aber bei fast jedem Umlauf mit Atomuhren auf der Erde synchronisiert wird, erreicht sie eine relative Abweichung von 10−13.
Ein Vorteil von GTS gegenüber dem Zeitsignal von GPS ist die niedrige Sendefrequenz im unteren UHF-Bereich, die einfache Uhrenempfänger auch in Gebäuden ermöglicht. Im Unterschied zu Langwellensendern wie DCF77, der terrestrisch die offizielle Zeit in Deutschland ausstrahlt, ist GTS weltweit zu empfangen und besitzt eine höhere Datenrate für Zusatzinformationen.